# Чайник Рассела
Чайник Рассела, який іноді називають Небесним чайником або Космічним чайником або Бертрановим чайником – аналогія, яку вперше використав філософ Бертран Расселл (1872–1970) з наміром спростувати неспростовні твердження релігії. Аналогія демонструє, що тягар доведення має покладатися на того, хто висловлює неспростовні твердження, а не на його опонентів. 
Чайник Рассела дотепер згадується в дискусіях, що стосуються існування Бога. Аналогією також користувалися соціологи, щоб указати на кореляції з релігією та соціальним конформізмом.

## Оригінальний текст Рассела
У статті, що називалась «Чи є Бог?», використаній, але ніколи не опублікованій журналом Illustrated 1952 року, Рассел писав:

| Якби я припустив, що між Землею і Марсом є порцеляновий чайник, який обертається навколо Сонця по еліптичній орбіті, то ніхто не зміг би спростувати моє твердження, особливо якщо я завбачливо додам, що чайник занадто малий, щоб його виявили навіть наші найпотужніші телескопи. Але якби я далі сказав, що оскільки моє твердження не може бути спростоване, то людському розуму сумніватися в ньому неприпустимо, мої слова цілком справедливо вважали б дурницею. Проте, якби існування такого чайника стверджувалося в стародавніх книгах, подавалося кожної неділі як свята правда і насаджувалося в уми дітей у школі, сумнів в його існуванні став би ознакою ексцентризму і привернув би до скептика увагу психіатра в добу просвіти або інквізитора в більш ранню епоху.[1] Оригінальний текст (англ.) If I were to suggest that between the Earth and Mars there is a china teapot revolving about the sun in an elliptical orbit, nobody would be able to disprove my assertion provided I were careful to add that the teapot is too small to be revealed even by our most powerful telescopes. But if I were to go on to say that, since my assertion cannot be disproved, it is an intolerable presumption on the part of human reason to doubt it, I should rightly be thought to be talking nonsense. If, however, the existence of such a teapot were affirmed in ancient books, taught as the sacred truth every Sunday, and instilled into the minds of children at school, hesitation to believe in its existence would become a mark of eccentricity and entitle the doubter to the attentions of the psychiatrist in an enlightened age or of the Inquisitor in an earlier time. |
У 1958 році Рассел доповнив аналогію: 
| Можливо, було б коректніше називати себе агностиком, але фактично я все одно що атеїст. Я не думаю, що існування християнського Бога більш імовірне, ніж існування богів Олімпу чи Вальгалли. Як ілюстрація: ніхто не може довести, що між Землею та Марсом немає порцелянового чайника, який обертається навколо Сонця по еліптичній орбіті, але імовірність цього достатньо мала, щоб на практиці нею можна було знехтувати. Те саме, на мій погляд, стосується християнського Бога.[2] Оригінальний текст (англ.) I ought to call myself an agnostic; but, for all practical purposes, I am an atheist. I do not think the existence of the Christian God any more probable than the existence of the Gods of Olympus or Valhalla. To take another illustration: nobody can prove that there is not between the Earth and Mars a china teapot revolving in an elliptical orbit, but nobody thinks this sufficiently likely to be taken into account in practice. I think the Christian God just as unlikely. |

## Подібні аналогії
Схожі аналогії також пропонували інші мислителі – наприклад, Дж. Б. Бері у книзі Історія вільної думки (1913).
| Існує думка, що для відмови від теологічної доктрини необхідно спочатку довести її хибність. Але тягар доказування не лягає на того, хто заперечує тезу... Неможливо довести, що на певній планеті у системі Сіріуса не живе раса віслюків, які розмовляють англійською та полюбляють дискутувати про євгеніку, але чи стає від цього дане твердження імовірнішим? Деякі повірять у нього, якщо повторювати його достатньо часто і переконливо. [3] Оригінальний текст (англ.) Some people speak as if we were not justified in rejecting a theological doctrine unless we can prove it false. But the burden of proof does not lie upon the rejecter.... If you were told that in a certain planet revolving around Sirius there is a race of donkeys who speak the English language and spend their time in discussing eugenics, you could not disprove the statement, but would it, on that account, have any claim to be believed? Some minds would be prepared to accept it, if it were reiterated often enough, through the potent force of suggestion. |
Астроном Карл Саган у книзі Світ, повний демонів (1995) запропонував у якості прикладу критичного мислення аналогію про дракона у гаражі. Розглядається гіпотетична ситуація, де Саган стверджує, що у його гаражі живе дракон, але на прохання переконатися особисто відповідає, що дракона неможливо помітити:

| У чому ж різниця між невидимим безтілесним драконом, від вогню якого немає жару, та відсутністю дракона? Якщо неможливо довести, що моє твердження хибне, не існує такого експерименту, який це твердження спростує – яку вагу мають мої слова про існування дракона?[4] Оригінальний текст (англ.) Now, what's the difference between an invisible, incorporeal, floating dragon who spits heatless fire and no dragon at all? If there's no way to disprove my contention, no conceivable experiment that would count against it, what does it mean to say that my dragon exists? |

## Вплив на релігійні пародії
Концепція Чайника Рассела послужила натхненням для більш відверто пародійних концепцій, таких як Невидимий рожевий єдиноріг та Літаючий макаронний монстр.. 